# 연방록
연방록(蓮榜錄)은 대한민국 제주특별자치도 제주시 용담1동, 제주향교에 있는, 조선시대 사마시 소과인 생원과, 진사과에 합격한 사람의 이름을 적은 명부이다. 1991년 6월 4일 제주특별자치도의 유형문화재 제11호로 지정되었다.

## 개요
조선시대 과거의 하나인 사마시 소과인 생원과, 진사과에 합격한 사람의 이름을 적은 명부이다. 『대동야승』 유한잡록에 보면 생원, 진사를 “연방” 혹은 “사마”라고도 한다고 기록되어 있다.
급제자로는 명종대에 급제한 김양필로부터 고종 11년(1874) 신묘방에 급제한 김군형까지 총 24인이 기록되어 있다. 그리고 이름자 밑에는 작은 글씨로 본인의 자와 생년간지, 그 밑에 급제당시의 왕의 시호 및 명나라 연호를 쓰고 본관, 급제자 후손의 이름이 기재되어 있다.
이 『연방록』은 조선시대 제주도에 실시된 과거사를 엿볼 수 있는 좋은 자료로 평가되고 있다.

## 참고 자료
- 연방록 - 국가유산청 국가유산포털